# Pégairolles-de-Buèges
Pégairolles-de-Buèges è un comune francese di 48 abitanti situato nel dipartimento dell'Hérault nella regione dell'Occitania.

## Società

### Evoluzione demografica
Abitanti censiti